# Lochmaeocles nigritarsus
Lochmaeocles nigritarsus är en skalbaggsart som beskrevs av Chemsak och Linsley 1986. Lochmaeocles nigritarsus ingår i släktet Lochmaeocles och familjen långhorningar. Inga underarter finns listade i Catalogue of Life.